# 鄉村路 (佛羅里達州)
鄉村路（英語：Country Walk）是位於美國佛羅里達州邁阿密-戴德縣的一個人口普查指定地區。

## 地理
鄉村路的座標為25°37′56″N 80°26′06″W / 25.63222°N 80.43500°W，而該地最高點為海拔高度2米（即7英尺）。

## 人口
根據2010年美國人口普查的數據，鄉村路的面積為7.10平方千米，當中陸地面積為7.10平方千米，而水域面積為0.00平方千米。當地共有人口10653人，而人口密度為每平方千米1,500人。